# Nellimöjärvi
Nellimöjärvi eller Nellimjärvi är en sjö i Finland. Den ligger i kommunen Enare i landskapet Lappland, i den norra delen av landet, 1 000 km norr om huvudstaden Helsingfors. Nellimöjärvi ligger 121,2 meter över havet. Arean är 1,41 kvadratkilometer och strandlinjen är 13,66 kilometer lång. Sjön  ingår i Pasvik älvs huvudavrinningsområde. 